# سعدالله الجابری
سعدالله الجابری (به عربی: سعدالله الجابري) (زاده ۱۸۹۱ - درگذشته ۱۹۴۸) در شهر حلب سوریه از تاریخ ۱۹ اوت ۱۹۴۳ - ۱۴ اکتبر ۱۹۴۴ تصدی نخست‌وزیری سوریه را برعهده داشت.